# Lista dos deputados federais do Rio Grande do Sul - 55ª legislatura (2015 — 2019)
Lista dos deputados federais do Rio Grande do Sul - 55ª legislatura (2015 — 2019). Foram eleitos em 5 de outubro de 2014.
Giovani Feltes, do PMDB, foi eleito com 151.406, o quarto mais votado, não assumiu o cargo, aceitando ser o secretário da fazenda do governo peemedebista do Rio Grande do Sul de José Ivo Sartori. O também peemedebista Márcio Biolchi, eleito com 119 190, o décimo quarto mais votado, assumiu o cargo de secretário da Casa Civil do Rio Grande do Sul. Pepe Vargas, do PT, eleito na vigésima posição com 109.469 votos, assumiu em 1 de janeiro de 2015 o cargo de secretário de Relações Institucionais. Restaram assim três vagas. Fernando Marroni assumiu no lugar do petista Pepe Vargas. Os suplentes peemedebistas são José Fogaça e  Mauro Pereira.
| Nº | Deputado                          | Partido                                            | Votos   |
| -- | --------------------------------- | -------------------------------------------------- | ------- |
| 1  | Luis Carlos Heinze                | Partido Progressista (PP)                          | 162.462 |
| 2  | Danrlei de Deus Hinterholz        | Partido Social Democrático (PSD)                   | 158.973 |
| 3  | Alceu Moreira                     | Partido do Movimento Democrático Brasileiro (PMDB) | 152.421 |
| 4  | Onyx Lorenzoni                    | Democratas (DEM)                                   | 148.302 |
| 5  | Paulo Pimenta                     | Partido dos Trabalhadores (PT)                     | 140.868 |
| 6  | Marco Maia                        | Partido dos Trabalhadores (PT)                     | 133.639 |
| 7  | José Affonso Ebert Hamm           | Partido Progressista (PP)                          | 132.202 |
| 8  | Luiz Carlos Busato                | Partido Trabalhista Brasileiro (PTB)               | 130.807 |
| 9  | Henrique Fontana                  | Partido dos Trabalhadores (PT)                     | 128.921 |
| 10 | Maria do Rosário                  | Partido dos Trabalhadores (PT)                     | 127.919 |
| 11 | Osmar Terra                       | Partido do Movimento Democrático Brasileiro (PMDB) | 120.755 |
| 12 | Yeda Crusius                      | Partido da Social Democracia Brasileira (PSDB)     | 71.794  |
| 13 | Dionilso Mateus Marcon            | Partido dos Trabalhadores (PT)                     | 116.178 |
| 14 | Giovani Cherini                   | Partido da República (PR)                          | 115.294 |
| 15 | Jerônimo Goergen                  | Partido Progressista (PP)                          | 115.173 |
| 16 | Sérgio Moraes                     | Partido Trabalhista Brasileiro (PTB)               | 115.155 |
| 17 | Darcisio Paulo Perondi            | Partido do Movimento Democrático Brasileiro (PMDB) | 109.864 |
| 18 | João Derly                        | Partido Comunista do Brasil (PCdoB)                | 106.991 |
| 19 | Renato Delmar Molling             | Partido Progressista (PP)                          | 102.770 |
| 20 | Heitor Schuch                     | Partido Socialista Brasileiro (PSB)                | 101.243 |
| 21 | Elvino Bohn Gass                  | Partido dos Trabalhadores (PT)                     | 100.841 |
| 22 | Fernando Marroni                  | Partido dos Trabalhadores (PT)                     | 94.875  |
| 23 | Antonio Carlos Gomes da Silva     | Partido Republicano Brasileiro (PRB)               | 92.323  |
| 24 | Darci Pompeo de Mattos            | Partido Democrático Trabalhista (PDT)              | 91.849  |
| 25 | Afonso Antunes da Motta           | Partido Democrático Trabalhista (PDT)              | 90.717  |
| 26 | Ronaldo Nogueira                  | Partido Trabalhista Brasileiro (PTB)               | 77.017  |
| 27 | José Luiz Stedile                 | Partido Socialista Brasileiro (PSB)                | 60.523  |
| 28 | Luis Antonio Franciscatto Covatti | Partido Progressista (PP)                          | 115.131 |
| 29 | José Fogaça                       | Partido do Movimento Democrático Brasileiro (PMDB) | 103.006 |
| 30 | José Otávio Germano               | Partido Progressista (PP)                          | 81.503  |
| 31 | Mauro Pereira                     | Partido do Movimento Democrático Brasileiro (PMDB) | 40.503  |